# República Soviética de Sajonia
La República Soviética de Sajonia (en alemán: Sachsen Räterepublik) fue un estado socialista de corta duración y no reconocido establecido en el antiguo Reino de Sajonia durante la Revolución de noviembre de 1918.
En las primeras semanas de la Revolución alemana de 1918-19, consejos de soldados y obreros tomaron el control en varias ciudades de Sajonia. Debido a que algunos miembros querían establecer un consejo de gobierno de estilo sóviet, mientras que otros estaban a favor de una república parlamentaria, hubo considerable desacuerdo interno, lo que causó la división entre los dos grupos. A principios de febrero de 1919, se celebraron elecciones para una asamblea estatal, el Volkskammer, en la que los moderados obtuvieron el control. Un estallido de violencia en el tiempo del Putsch de Kapp en marzo de 1919 llevó al gobierno nacional a eliminar por la fuerza el último consejo de obreros en Leipzig, marcando el fin de la "República Soviética". Sajonia continuó hasta adoptar una constitución democrática como estado dentro de la República de Weimar. 
Las referencias a una "República Soviética de Sajonia" no son comunes en la historia de este periodo en las fuentes contemporáneas. La mayoría habla de consejos individuales en las principales ciudades como Dresde, Leipzig y Chemnitz más que de una república sajona unitaria.

## Establecimiento de consejos de soldados y obreros
Como en otras ciudades de Alemania, incluida Berlín a nivel nacional, se formaron consejos de soldados y obreros a lo largo de toda Sajonia en el tiempo del colapso del Imperio alemán a principios de noviembre de 1918. En masivas manifestaciones en todo el estado, manifestantes en Leipzig y Dresde ocuparon varios edificios gubernamentales, incluyendo las sedes del ejército y la policía en Dresde. El 8 de noviembre, el rey de Sajonia, Federico Augusto III, huyó al castillo de Moritzburg al noroeste de Dresde después de que el consejo de soldados y obreros tomara el control de la ciudad. El consejo, formado por comunistas espartaquistas y miembros socialistas radicales del Partido Socialdemócrata Independiente de Alemania (USPD), se autodenominó el Consejo de Soldados y Obreros Revolucionario Unificado del Gran Dresde (Vereinigte Revolutionäre Arbeiter- und Soldatenrat Groß-Dresden). Dos días después, declaró que el rey había sido depuesto y la monarquía abolida. En el edificio del Circo Sarrasani en Dresde, Hermann Fleissner del USPD declaró la "República Social de Sajonia".

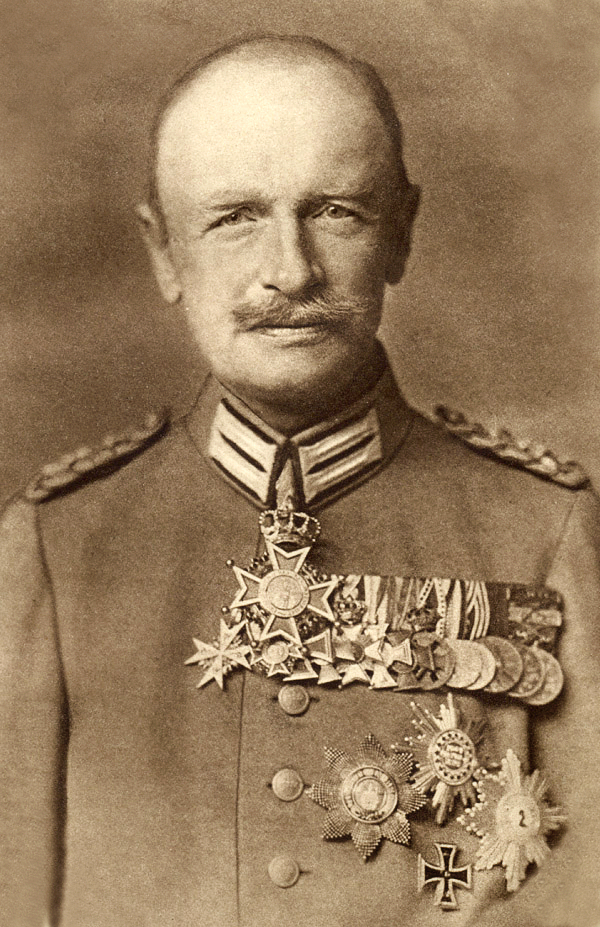
Federico Augusto III, el último rey de Sajonia, en 1914.

El rey Federico Augusto, que había abandonado Moritzburg por Guteborn en Prusia, abdicó el 13 de noviembre y pidió a los funcionarios del estado continuar sirviendo a la "Madre Patria". El día 15, un nuevo gobierno (Zentralrat, o Consejo Central) formado por tres miembros (Volksbeauftragte) del USPD y tres del más centrista Partido Socialdemócrata Mayoritario de Alemania (MSPD), fue establecido tras largas discusiones entre los dos partidos. Desde Dresde, Leipzig y Chemnitz, emitieron una "Proclamación del Pueblo de Sajonia", escrito mayormente por Richard Lipinski del USPD. Destacando los objetivos del nuevo gobierno, pedía también a los funcionarios públicos permanecer en sus puestos para mantener el orden, una decisión que dejaba a muchos partidarios del antiguo régimen en control de las funciones del gobierno. La proclamación continuó exigiendo una Alemania socialista centralizada y la continuación de la revolución hasta el logro de una Alemania socialista unida. El nuevo estado que imaginaba debía asegurar la libertad de asociación y religión, la jornada laboral de ocho horas, seguridad de suministros de alimentos y amnistía para aquellos castigados por el antiguo sistema de "justicia de clase". La preocupación inmediata del MSPD, sin embargo, era mantener el orden y proporcionar las necesidades básicas de la población, no una reestructuración revolucionaria de la sociedad. Presionaron para la celebración de elecciones locales en enero y por un parlamento del estado (Volkskammer) que escribiría una constitución para Sajonia. Las elecciones se celebrarían por representación universal, igualitaria, directa, proporcional y secreta para tanto hombres como mujeres de más de 21 años de edad.
Mientras el MSPD trabajaba para una democracia parlamentaria, el USPD quería mantener los consejos de obreros y soldados permanentemente. Para el 16 de enero de 1919, la discordia entre los dos partidos había crecido hasta un nivel en que el USPD, liderado por Lipinski, retiró sus 3 miembros del Consejo Central en Dresde. El MSPD los reemplazó con sus propios miembros, dándole control pleno del Consejo, con Georg Gradnauer sirviendo como ministro presidente de Sajonia. Nuevas elecciones para los consejos de soldados y obreros a finales de año conllevaron significativas victorias para el MSPD en Dresde y Chemnitz. El resultado permitió al MSPD aumentar su dominio sobre el USPD, aunque en Leipzig el USPD mantuvo el control del consejo. Se disolvió el Consejo de la Ciudad de Leipzig y tomó el control del grupo del ejército estacionado en la ciudad.

## Elecciones democráticas, violencia y fin de los consejos
En las elecciones del 2 de febrero para el Volkskammer, el MSPD y el USPD consiguieron conjuntamente el 58% de los votos. El 25 de febrero, el Volkskammer tuvo su primera sesión, y los seis diputados del MSPD dimitieron. En el Volkskammer, las conversaciones para una coalición entre el MSPD y el USPD fracasaron en marzo. Georg Gradnauer del MSPD continuó después como ministro presidente de un gobierno en minoría.
A mediados de marzo de 1919, opositores del ala derecha de la República de Weimar instigaron el Putsch de Kapp en Berlín. En las manifestaciones que estallaron en contra de este a lo largo de toda Sajonia, la peor violencia ocurrió en Dresde, donde 59 manifestantes murieron a manos de las tropas del gobierno. También hubo conflictos en Leipzig que los líderes comunistas locales continuaron tras el fin del putsch el 18 de marzo, aunque las tropas del gobierno rápidamente pusieron fin a las protestas y después incendiaron la sede del sindicato en Leipzig, el Volkshaus.

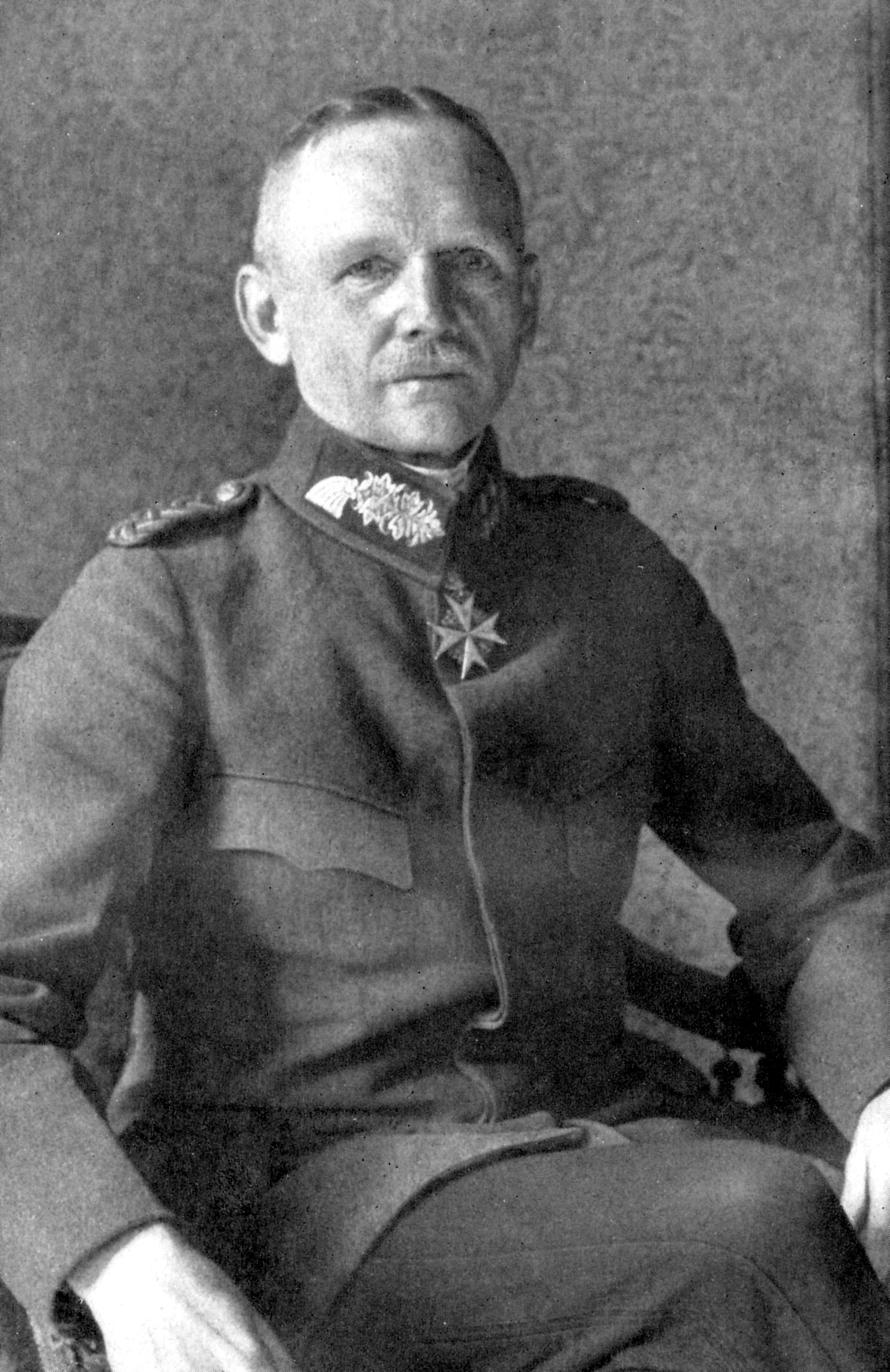
El Mayor General Maercker, quien con la ayuda del Freikorps abolió el consejo de soldados y obreros de Leipzig.

Alborotos adicionales liderados por comunistas estallaron el 12 de abril. El Ministro de Guerra sajón Gustav Neuring (MSPD) murió a manos de veteranos de guerra heridos y discapacitados que habían oído el rumor de que sus subvenciones serían recortadas. Al día siguiente el gobierno sajón declaró el estado de sitio en Sajonia, y el día 23 una proclamación similar fue emitida por el gobierno de Berlín. La unidad del Freikorps llamada Landjägerkorps del Mayor General Maercker entró en Leipzig el 11 de mayo, pacificó la ciudad sin pérdidas de vidas humanas y abolió el consejo de obreros. En este punto puede decirse que el periodo revolucionario en Sajonia —la "República Soviética de Sajonia"— llega a su fin.
En octubre de 1920, el Volkskammer como asamblea constituyente adoptó la constitución republicana para Sajonia y se autodisolvió. El 14 de noviembre fue elegido el primer parlamento sajón, con los partidos socialistas teniendo un corta mayoría.

## Actividad comunista posterior en Sajonia
El fallido alzamiento comunista en Alemania central en marzo de 1920, conocido como Acción de marzo, tuvo lugar principalmente en la provincia prusiana de Sajonia más que en la propia Sajonia, donde los acontecimientos más notables fueron solo la colocación de bombas en los edificios del gobierno en Dresde, Leipzig y Freiberg.
En octubre de 1921 una serie de crisis afectaron a la República de Weimar, la más significante de las cuales fue la ocupación del Ruhr por tropas francesas y belgas, lo que llevó al liderazgo del Partido Comunista de la Unión Soviética a presionar al Partido Comunista de Alemania (KPD) para utilizar la situación para iniciar una revolución en Alemania. Los acontecimientos que siguieron en Sajonia, Turingia y en otros lugares de la República se conocieron como el "Octubre alemán". El 10 de octubre el ministro presidente de Sajonia, Erich Zeigner, eligió a dos miembros del KPD para su gabinete. Berlín exigió que fueran excluidos y cuando rechazó la demanda Berlín ordenó una Reichsexekution —una intervención armada del gobierno central— contra Sajonia. Tropas del Reichswehr entraron en Sajonia el 23 de octubre y eliminaron a Zeigner y a su gabinete del gobierno sin violencia ni derramamiento de sangre. Debido a que los obreros se habían mostrado poco dispuestos a luchar, el KPD canceló el intento de iniciar una revolución.